# Ronald Redmer
Ronald Redmer (* 21. November 1958 in Schwerin) ist ein deutscher Physiker und Hochschullehrer auf dem Gebiet der statistischen Physik.

## Leben
Nachdem Ronald Redmer 1977 in Schwerin sein Abitur abgelegt hatte, nahm er ein Studium der Physik an der damaligen TH Karl-Marx-Stadt auf, wechselte allerdings 1978 an die Universität Rostock, wo er sein Physikstudium 1982 mit dem Diplom beendete. Anschließend war er bis 1985 Forschungsstudent an der Sektion Physik in Rostock. Nach einem dreimonatigen Forschungsaufenthalt am Vereinigten Institut für Kernforschung in Dubna war er von 1985 bis 1992 wissenschaftlicher Mitarbeiter in Rostock. Dabei promovierte er 1986 mit einer theoretischen Arbeit aus dem Bereich der Plasmaphysik zum Dr.rer.nat. 1991 erfolgte die Habilitation zum Dr. rer. nat. habil mit einer Arbeit über die Thermodynamik und Transporteigenschaften dichter Alkali-Plasmen, zudem forschte und lehrte Redmer 1991 bis 1993 an der Universität Marburg und der Oregon State University.
Seit 1993 ist Redmer als Professor an der Universität Rostock tätig. Von 1993 bis 2003 zunächst mit einer C3-Professur für die Physik dichter Plasmen und seit 2003 mit einer C4-Professur für Statistische Physik. In dieser Funktion leitet er am Institut für Physik der Universität Rostock die AG Statistische Physik. Die Forschungsschwerpunkte liegen dabei auf Ab-initio-Simulationen, Dichtefunktionaltheorie und Materie unter extremen Bedingungen, zum Beispiel in der Astro- und Plasmaphysik.
Ronald Redmer ist Mitglied der Deutschen Physikalischen Gesellschaft, der American Physical Society und der Gesellschaft der Naturwissenschaftler und Ärzte zu Rostock. Er nahm zudem verschiedenen Aufgaben und Ämter an der Universität wahr. So war Ronald Redmer beispielsweise von 1998 bis 2002 Dekan der Mathematisch-Naturwissenschaftlichen Fakultät und von 2006 bis 2008 stellvertretender Rektor der Universität Rostock.
2007 wurde ihm von der Russischen Akademie der Wissenschaften der Ehrendoktortitel verliehen. Im Jahr 2012 wurde er für seine Beiträge zur Plasma- und Planetenphysik sowie zur Theorie der Thomson-Streuung in warmer dichter Materie zum Fellow der American Physical Society gewählt.

## Schriften (Auswahl)
- Zum Einfluss neutraler Bindungszustände auf die thermodynamischen und Transporteigenschaften im partiell ionisierten Zäsium-Plasma, Ronald Redmer, 1986 (Dissertation)
- Thermodynamische und Transporteigenschaften dichter Alkali-Plasmen, Ronald Redmer, 1991 (Habilitation)

### Bücher
- R. Redmer, B. Holst, F. Hensel (Hrsg.): Metal-to-Nonmetal Transitions. (= Springer Series in Material Sciences. Band 132). Springer, 2010, ISBN 978-3-642-03952-2.
- F. Graziani, M. P. Desjarlais, R. Redmer, S. B. Trickey (Hrsg.): Frontiers and Challenges in Warm Dense Matter. Springer, 2014, ISBN 978-3-319-04911-3.

### Zeitschriftenartikel
- R. Redmer: Physical properties of dense, low-temperature plasmas. In: Physics Reports. Band 282, 1997, S. 35–157.
- S. H. Glenzer, R. Redmer: X-ray Thomson scattering in high energy density plasmas. In: Rev. Mod. Phys. Band 81, 2008, S. 1625–1663.
- R. Redmer, T. R. Mattsson, N. Nettelmann, M. French: The phase diagram of water and the magnetic fields of Uranus and Neptune. In: Icarus. Band 211, 2011, S. 798–803.
- M. D. Knudson, M. P. Desjarlais, A. Becker, R. W. Lemke, K. R Cochrane, M. E. Savage, D. E. Bliss, T. R. Mattsson, R. Redmer: Direct observation of an abrupt insulator-to-metal transition in dense liquid deuterium. In: Science. Band 348, 2015, S. 1455–1460.